# Крякутной
Крякутной (Крякутный — в ряде публикаций XX в.; Фурцель — в первом варианте рукописи А. И. Сулакадзева) — персонаж исторической фальсификации, вымышленный русский изобретатель и воздухоплаватель, подьячий, якобы происходивший из города Нерехты и живший в XVIII веке в Рязани. Согласно данной версии, Крякутной в 1731 году совершил первый в мировой истории полёт на воздушном шаре (аэростате).
В единственном сообщающем об этом событии источнике, рукописи коллекционера и крупного фальсификатора исторических источников начала XIX века А. И. Сулакадзева, первоначально слова «нерехтец Крякутной фурвин» (последнее слово — якобы название воздушного шара) выглядели как «немец крещеной Фурцель». Впоследствии другой рукой (вероятно, первым публикатором А. А. Родных на рубеже XIX и XX веков) в рукопись были внесены исправления, изначальный текст был установлен в 1950-х годах (публикация 1958 года). Сами рассказы Сулакадзева о воздухоплавателях XVIII века, одним из которых якобы был «крещёный (то есть перешедший в православие) немец Фурцель», также не имеют никаких независимых подтверждений и обнаруживают признаки вымысла. Таким образом, история Фурцеля-Крякутного — результат двойной фальсификации.
В 1900—1950-х годах рядом исследователей полёт Крякутного рассматривался как подлинное историческое событие, он активно пропагандировался в период «борьбы с космополитизмом» (конец 1940-х — начало 1950-х годов), а уже впоследствии проник в литературу, кинематограф и массовую культуру.

## История

### Дореволюционный период
Публикация о том, что первый в истории полёт воздушного шара произвёл в Рязани подьячий Крякутный, впервые появилась в 1901 году в газете «Россия» в статье педагога-математика, популяризатора истории науки и техники и писателя-фантаста А. А. Родных (1871—1941) с выдержкой из хранившейся у него рукописи историка-любителя, коллекционера и литератора А. И. Сулакадзева (1771—1829) «О воздушном летании в России с 906 лета по Р. X.». Рукопись попала к Родных, когда он работал над описанием книжного собрания библиофила Я. Ф. Берёзина-Ширяева (1824—1898), приобретшего часть библиотеки и архива Сулакадзева. В 1902 году Родных заявлял в печати (курсив оригинала): «Рукопись эта весьма важна для Нашей Матушки России, так как указывает, что первенство в деле изобретения воздушных шаров принадлежит России ещё за 60 лет до появления во Франции монгольфьеров и шарльеров». Впоследствии, в 1910 году, Родных опубликовал эту рукопись полностью, а также занялся активной её популяризацией: отправил фотокопию с двух её листов в Мюнхенский музей открытий и изобретений, включивший их в свою экспозицию, и продавал такие фотокопии за 1 руб. 20 коп. Имеющиеся в рукописи исправления Родных при публикации не оговорил, есть основания считать, что он внёс их сам. Их, однако, обнаружили сотрудники музея в Мюнхене. С публикации известия о Крякутном началось увлечение Родных историей воздухоплавания, о которой он в дальнейшем опубликовал несколько книг.
В этом сообщении Сулакадзев, известный многочисленными фальсификациями древнерусских рукописных текстов, ссылался на записки своего деда по матери С. М. Боголепова (1718—1797), служившего, по его словам, в рязанской воеводской канцелярии, а затем бывшего в Рязани полицмейстером. Полностью этот отрывок в той редакции, которая была опубликована Родных и в дальнейшем воспроизводилась до 1956 года включительно, звучит следующим образом:

«1731 год. В Рязани при воеводе подьячий нерехтец Крякутной фурвин сделал, как мяч большой, надул дымом поганым и вонючим, от него сделал петлю, сел в неё, и нечистая сила подняла его выше берёзы, а после ударила о колокольню, но он уцепился за верёвку, чем звонят, и остался тако жив. Его выгнали из города, и он ушёл в Москву, и хотели закопать живого в землю или сжечь. Из записок Боголепова».

Рукопись Сулакадзева «О воздушном летании…» создана предположительно в 1819 году: стимулом к её созданию стала гибель 6 июля этого года французской аэронавтки Софи Бланшар и вызванный ею поток публикаций о воздухоплавании в российской печати. Помимо данного сюжета, рукопись включает также записи о Тугарине Змеевиче, якобы летавшем в 992 году на бумажных крыльях, о «каком-то карачевце», который делал «змеи бумажные на шестинах» и якобы ненадолго на них поднимался в воздух в 1745 году (также со ссылкой на записки Боголепова), экспериментах других рязанских «воздухоплавателей» XVIII века и других не подтверждаемых другими источниками и вымышленных Сулакадзевым событиях. Сулакадзевские рассказы о воздухоплавании на Рязанщине в первой половине XVIII века содержат много анахронизмов (показывающих незнание административно-территориального деления и должностей чиновников этого времени), а также переклички с легендами о воздухоплавании в другие времена и в других странах, известными ему по публикациям. В отличие от ряда прочих своих фальсификаций, Сулакадзев не пытался никак распространять эти сведения или публиковать их. Кроме того, в его рукописи никак не акцентирован приоритет русских воздухоплавателей; напротив, в ней парадоксальным образом одновременно утверждается, что в 1783 году «впервые поднялся на воздух во всей Европе француз Монгольфиер».
Публикация Родных достаточно активно обсуждалась в российской дореволюционной прессе. Сведения о Крякутном как достоверные попали в статью «Аэронавты» незавершённого Нового энциклопедического словаря Брокгауза и Ефрона (1911—1916) (т. 4, с. 455—456; автор статьи — С. А. Бекнев) и ряд других работ, в том числе и с упоминанием русского приоритета по сравнению с полётом Монгольфье. Однако рассказы о карачевце, летавшем на змеях, и о кузнеце Чёрная Гроза, якобы поднимавшемся в воздух на крыльях, такой известности не получили, хотя, по Сулакадзеву, эти две попытки полётов также оказались успешными.

### В советское время
В первые двадцать лет после революции упоминания о Крякутном в советской литературе редки:
- В 1927 году она воспроизведена в статье В. Э. Грабаря «История воздушного права» («Вопросы воздушного права. Сборник трудов Секции воздушного права Союза обществ друзей авиационной и химической обороны и промышленности СССР», М.: «Авиахим», вып. 1, стр. 39—56; см. стр. 45).
- В 1930 году вышел 5‑й том «Малой советской энциклопедии», где история Крякутного приведена в статье «Монгольфьер» (стлб. 344—345).
- В 1935 году Александр Ивич приводит её в своей книге «Приключения изобретений» (М.: Детгиз, 2‑е издание, стр. 73).
- В 1938 году полёт Крякутного упоминается в книге В. Виргинского «Рождение воздухоплавания», где, хотя ещё и с оговорками по поводу сомнительной достоверности рукописей Сулакадзева, утверждается принципиальная возможность такого события[7].
- В 1939 году цитата из Сулакадзева о Крякутном приводится в № 23 журнала «Крокодил» в заметке «Музей глупости. Зал авиации и воздухоплавания» (стр. 7), где были собраны примеры противодействия развитию авиации.

В 1940 году был издан роман известного детского писателя А. М. Волкова «Чудесный шар» об изобретении воздухоплавания в России XVIII века, эпиграфом к которому была цитата о Крякутном, однако в самом романе большинства подробностей автор не сохранил, изменил и имя героя. Роман Волкова способствовал оживлению интереса к истории Крякутного, и в конце 1940 — начале 1950-х годов, в период идеологически мотивированного утверждения реальных или мнимых русских приоритетов в различных областях науки и техники, сведения из рукописи Сулакадзева вновь стали пропагандироваться.
В 1947—1948 двумя изданиями вышла книга В. В. Данилевского «Русская техника», получившая Сталинскую премию, где рукопись Сулакадзева рассматривалась как ценный исторический материал, а сообщение о подъёме Крякутного — как заслуживающее доверия (правда, с оговоркой, что для достоверного установления данного факта и закрепления за Россией первенства в полёте на аэростате необходимо найти первоисточники сообщения). В дальнейшем о Крякутном писали в центральных газетах («Известия» с 1949 г.), популярных книгах. В книге С. Вишенкова «Александр Можайский», в частности, утверждалось:

«В 1731 году в Рязани подьячий Крякутный построил воздушный шар и совершил на нём удачный подъём (…) Так, за 52 года до братьев Монгольфье, долгое время считавшихся изобретателями воздушного шара, русский человек Крякутный построил воздушный шар и испытал его».

Статья о Крякутном была внесена во второе издание Большой советской энциклопедии (т. 23, с. 567); о полёте было написано в школьных учебниках; в 1956 году, к 225-летию полёта, была выпущена памятная марка, и в Нерехте был воздвигнут памятник Крякутному (стела с надписью — «Город Нерехта — родина первого русского воздухоплавателя Крякутного…»), у которого принимали в пионеры. В Нерехте была улица Крякутного (впоследствии переименованная в честь Юрия Гагарина). Памятник-стела Крякутному стоит в Нерехте до сих пор, несмотря на разоблачение мифа.
В этот период появлялись ссылки и на новые недоступные «источники» о полёте Крякутного, например, историк науки и техники Б. Н. Воробьёв в 1952 году упоминал о якобы хранившейся до 1935—1936 годах в одной из церквей города Пронска книге, по которой «в известные дни возглашалась анафема» подьячему Крякутному.

### Установление фальсификации
В 1951 году рукопись А. И. Сулакадзева поступила в рукописный отдел Библиотеки АН СССР (шифр «Собрание текущих поступлений», № 637), специалисты которого вновь (после сотрудников мюнхенского музея в 1910 году) обнаружили в записи исправления. Проведённая сотрудниками Лаборатории консервации и реставрации документов АН СССР экспертиза с помощью инфракрасной фотографии показала, что вместо «нерехтец Крякутной фурвин» (последнее слово отсутствует в других источниках, хотя по контексту его принимали за обозначение воздушного шара, возможный немецкий неологизм от fahren — двигаться и Wind — ветер) изначально стояло: «немец крщеной [то есть крещёный, стандартная сокращённая запись с титлом] Фурцель». Аналогичное «патриотическое» исправление было внесено и в запись о летавшем «карачевце», который оказался на самом деле «кавказцем», при этом слова «нерехтец» и «карачевец» были отдельно выписаны на полях. Финальные слова записи о Фурцеле-Крякутном «и хотели закопать живого в землю, или сжечь» вписаны между строк.
Составителям сборника «Воздухоплавание и авиация в России до 1917 г.: сб. документов и материалов» (М., 1956, с. 13) уже были сообщены результаты экспертизы, согласно которым имя Крякутного внесено в текст при исправлении вместо «немец крещёной». В сборнике о наличии исправлений было глухо указано, без приведения установленного при экспертизе первоначального текста («имеются некоторые исправления, затрудняющие прочтение части текста, относящейся к лицу, совершившему подъём», кроме того, в сборнике воспроизведена фотокопия соответствующего места документа), но от использования этой рукописи составители сборника не отказались.
Сообщение о содержании исправления в рукописи было опубликовано в статье кандидата филологических наук В. Ф. Покровской «Ещё об одной рукописи А. И. Сулакадзева. (К вопросу о поправках в рукописных текстах)» в 1958 году в издании «Труды Отдела древнерусской литературы Института русской литературы».
По мнению В. Ф. Покровской, которая привела изображение исправленной части в своей статье, исправления сделаны рукой самого Сулакадзева. Однако проведённый позже палеографический анализ показал, что исправление в рукописи Сулакадзева произведено не им. Внесение фамилии Крякутного и слова «карачевца» произведено одним из позднейших владельцев рукописи, возможно, самим её первым публикатором А. А. Родных, с целью доказать приоритет этнических русских (а не немца, хотя бы и «крещёного», или «кавказца») в аэронавтике. У Сулакадзева происхождение этих персонажей, возможно, было мотивировано его семейной историей: его дед по отцу был грузином, а мачеха и жена — перешедшими в православие немками. Вероятно, Родных же принадлежит и вставка слов «и хотели закопать живого в землю, или сжечь»; он последовательно стремился драматизировать раннюю историю воздухоплавания и представить первых изобретателей как преследуемых невежественными властями.
При этом и существование «немца Фурцеля» не имеет никаких документальных подтверждений, поскольку никаких данных об этом полёте в документах рязанской воеводской канцелярии за 1731 год не обнаружено, при том что в начале 1730-х годов единственная в воеводской канцелярии должность подьячего — «подьячий с приписью» — по Генеральному регламенту принадлежала как раз её начальнику. Классного чина и перспективы карьерного роста она не давала, поэтому представить себе иностранца, хотя бы и принявшего православие, на этой должности трудно. Покровская пришла к выводу, что «Сулакадзев (скорее всего со спекулятивными целями) фальсифицировал свою рукопись, сделав из неё очередную научную сенсацию. Считать её поэтому сколько-нибудь достоверным источником, конечно, будет невозможно до тех пор, пока не обнаружатся подлинные „Записки Боголепова“. Розыски, которые в этом направлении ведутся довольно давно, положительных результатов ещё не дали».
Ряд исследователей считают, что исправление «Фурцель» на «Крякутной» было сделано с целью маскировки явной фальшивки — слишком уж «читаемой» была фамилия Фурцель. Фамилия немца, который «надул дымом поганым и вонючим» сделанный им шар, образована от немецкого грубого furzen — «испускать газы, пердеть».

## Дальнейшая судьба сюжета о Крякутном
Несмотря на разоблачение фальсификации, ссылки на «полёт Крякутного» на воздушном шаре в 1731 году по-прежнему воспроизводятся в ряде работ и художественных произведений. В 1971 году этот рассказ появился в третьем издании Большой советской энциклопедии, затем упоминался в переизданиях «Чудесного шара» Волкова с 1972 года. Сюжет с Крякутным отразился в фильме Андрея Тарковского «Андрей Рублёв» (1966), в романе Валентина Пикуля «Слово и дело» (1961—1971, опубл. 1974—1975). В 1981 и 1984 годах в журнале «Вопросы литературы» были опубликованы статьи Л. Резникова и А. Изюмского, которые выступили против всё ещё продолжающейся мистификации, связанной с легендой о Крякутном. В 2007 году губернатор Рязанской области Георгий Шпак назвал рязанцев «мировыми первопроходцами в воздухоплавании». В музеях Рязанского Кремля несколько десятилетий существовала экспозиция, посвящённая полёту Крякутного на воздушном шаре. С небольшой диорамы, посвящённой объёмной «реконструкции» полёта Крякутного, и в наше время начинается экспозиция московского Центрального дома авиации и космонавтики.
В 2000-е годы в публикациях в газетах и интернете Крякутного часто смешивают с другим вымышленным воздухоплавателем — холопом Никитой, известным по рассказу Евгения Опочинина «Бесовский летатель», а также по повести Константина Шильдкрета «Крылья холопа», экранизированной Юрием Таричем в 1926 году. По сюжету этого рассказа, Никита совершил полёт на деревянных крыльях и был казнён по приказу Ивана Грозного.
В начале июня 2009 года, в дни «Небесной ярмарки Урала», в Кунгуре была открыта скульптура Алексея Залазаева, посвящённая «Никитке Крякутному», который, по мнению скульптора, в 1656 году изготовил деревянные крылья и успешно совершил «первый в мире полёт».
В фантастическом романе «Дело о полку Игореве» Хольма Ван Зайчика (псевдоним Вячеслава Рыбакова и Игоря Алимова) появляется действующее лицо: учёный-генетик Пётр Иванович Крякутной, «потомок» учёного, совершившего первый воздухоплавательный полет.